# Haorabrug

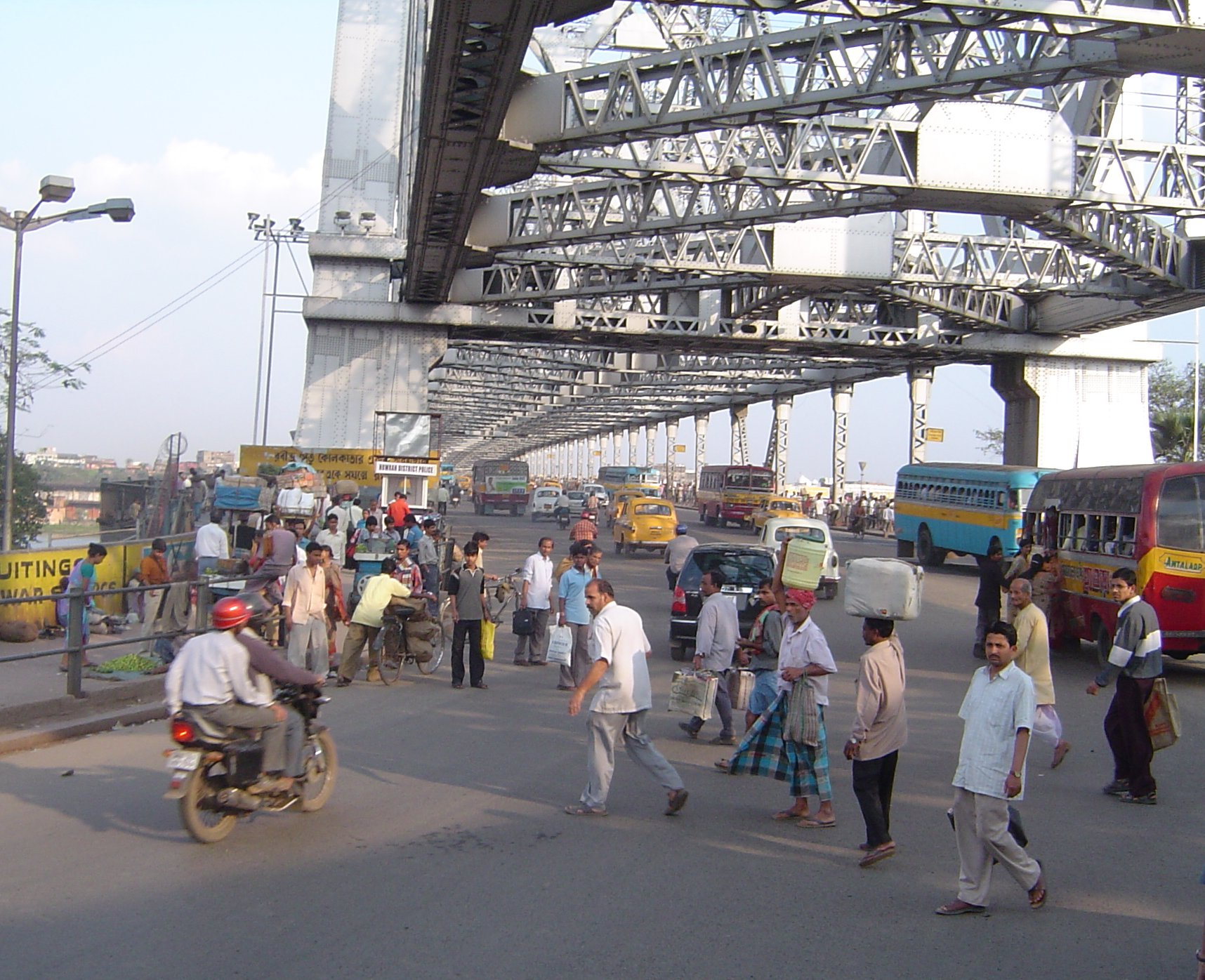
De Howrahbrug van dichtbij

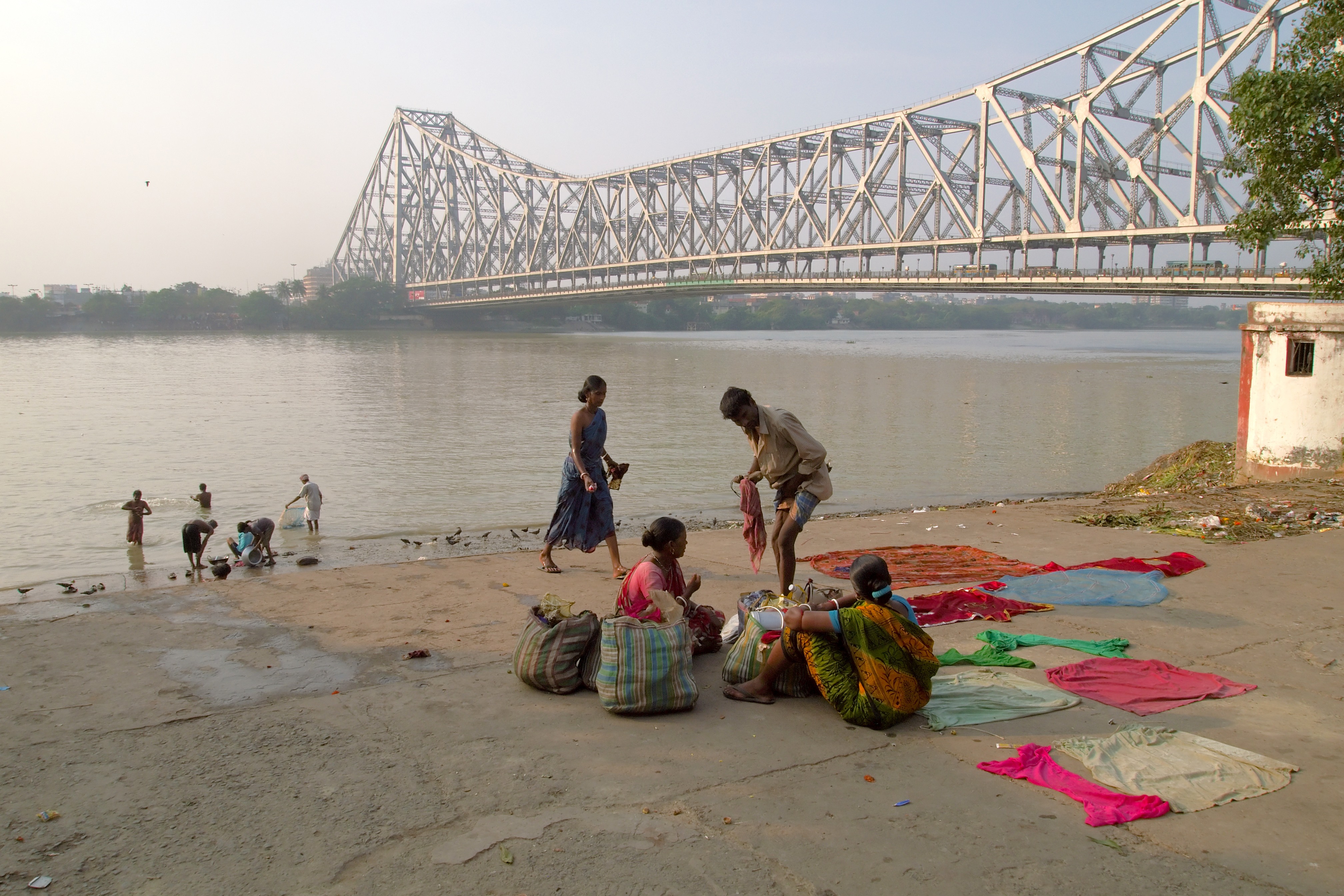
De Howrahbrug

De Haorabrug of Howrahbrug (Bengaals: Rabindra Setu, Engels: Howrah Bridge), is een cantileverbrug over de Hooghly en verbindt de steden Calcutta en Haora. De constructie bestaat volledig uit staal en klinknagels.
Na de onafhankelijkheid van India werd de brug hernoemd tot Rabindra Setu naar de Bengaalse dichter en Nobelprijswinnaar Rabindranath Tagore.

## Geschiedenis
In 1874 werd op deze plaats een pontonbrug gebouwd. Deze kreeg de naam Howrah Bridge.
Deze brug bleek na verloop van tijd niet meer toereikend om het verkeer te verwerken. Daarom werd in de periode van 1937 tot 1943 de huidige brug gebouwd.
Deze werd ook wel de New Howrah Bridge genoemd.

## Trivia
- De brug telt drie overspanningen: 1 van 457 meter en twee van 99 meter.
- De beide pijlers zijn 82 meter hoog.
- Tijdens warme dagen zet de brug in totaal een meter uit.
- In de periode dat de twee pijlers werden afgezonken, een proces dat weken in beslag nam, vond een aardbeving plaats.